# Lomtjärnen (Los socken, Hälsingland)
Lomtjärnen är en sjö i Ljusdals kommun i Hälsingland och ingår i Ljusnans huvudavrinningsområde.